# Antikorruptionsrichtlinie (Niedersachsen)
Die niedersächsische Antikorruptionsrichtlinie vom 16. Dezember 2008 regelt zusammen mit dem Verbot der Annahme von Belohnungen und Geschenken vom 1. September 2009 das Problem der persönlichen Vorteilsnahme im Rahmen der Amtsführung von Beamten des Landes Niedersachsen.

## Richtlinie zur Korruptionsprävention und Korruptionsbekämpfung
Die Richtlinie der Landesverwaltung geht auf einen Runderlass von 2001 zurück: Ziel der Niedersächsischen Landesregierung ist es, auftretende Korruptionsfälle nachhaltig und konsequent zu verfolgen und mithilfe vorbeugender Maßnahmen der Korruption rechtzeitig entgegenzuwirken. Der mit dieser Richtlinie geschaffene Rahmen ist deshalb vollständig auszufüllen.
Diese Richtlinie dient dem Schutz und der Sicherheit der Beschäftigten im Umgang mit Korruptionsgefahren sowie der Sensibilisierung der Beschäftigten hinsichtlich der Korruptionsgefahren. Die Richtlinie ist zugleich Handlungsanleitung, um die notwendigen Maßnahmen zur Prävention und Bekämpfung der Korruption treffen zu können.
1.2 Anwendungsbereich
Diese Richtlinie gilt für alle Behörden und Einrichtungen des Landes sowie für Landesbetriebe. Der Landtagsverwaltung, dem LRH sowie der Aufsicht des Landes unterstehenden Körperschaften, Anstalten und Stiftungen des öffentlichen Rechts wird empfohlen, die Richtlinie entsprechend anzuwenden.

## Verbot der Annahme von Belohnungen und Geschenken
Der Runderlass verfolgt folgenden Zweck: Beamtinnen und Beamte müssen jeden Anschein vermeiden, im Rahmen ihrer Amtsführung für persönliche Vorteile empfänglich zu sein und sich nicht ausschließlich an sachlichen Erwägungen zu orientieren. Deshalb besteht nach § 42 BeamtStG das Verbot, auch nach Beendigung des Beamtenverhältnisses, Belohnungen, Geschenke und sonstige Vorteile für sich oder eine dritte Person in Bezug auf das Amt zu fordern, sich versprechen zu lassen oder anzunehmen.
Der Runderlass führt Beispiele der Vorteilsnahme an:
a) Zahlung von Bargeld,
b) bargeldähnlichen Zuwendungen (z. B. Gutscheine, Eintritts-, Telefon- oder Geldkarten, Jetons),
c) Überlassung von Gegenständen (z. B. Schmuck, Fahrzeuge, Baumaschinen),
d) besonderen Vergünstigungen bei Privatgeschäften (z. B. zinslose oder zinsgünstige Darlehen, Berechtigungsscheine, Rabatte),
e) Zahlung unverhältnismäßig hoher Vergütungen für private – auch genehmigte – Nebentätigkeiten (z. B. Vorträge, Gutachten),
f) Vermittlung oder der Vergabe von Nebentätigkeiten,
g) Überlassung von Fahrkarten oder Flugtickets, der Mitnahme auf Reisen oder Bewirtungen,
h) Gewährung von kostenloser oder unangemessen verbilligter Unterkunft,
i) einer besonderen Ehrung oder Einladung zu einer besonderen Veranstaltung (z. B. Regattabegleitfahrten, Jagd, „Tannenbaumfeste“, Galaveranstaltungen, Konzerte, Verlosungen, Empfänge, Präsentationen),
j) erbrechtlichen Begünstigungen (z. B. Einsetzung als Erbe, Bedenken mit einem Vermächtnis),
k) Vornahme oder Duldung sexueller Handlungen,
l) Überlassung von sonstigen – auch geringwertigen – Zuwendungen und Geschenken.
m) besonderen Vergünstigungen bei Geschäftsprozessen